# Sowia Góra (Wybrzeże Trzebiatowskie)
Sowia Góra – wzniesienie o wysokości 35 m n.p.m. na Wybrzeżu Trzebiatowskim, położone w woj. zachodniopomorskim, w powiecie gryfickim, nad północnym brzegiem jeziora Konarzewo (Bagno Pogorzelickie), w odległości ok. 1,3 km od Morza Bałtyckiego.
Sowia Góra jest częścią zespołu pagórów wydm śródlądowych wznoszących się pomiędzy morzem a pradoliną przymorską.
Położone we wschodniej części gminy Rewal, ok. 1,1 km na wschód od Pogorzelicy, ok. 2,7 km na północ od Rogoziny.
Nazwę Sowia Góra wprowadzono urzędowo rozporządzeniem w 1949 roku, zastępując poprzednią niemiecką nazwę Bunte Berg.